# Skorobište
Skorobishtë en albanais et Skorobište en serbe latin (en serbe cyrillique : Скоробиште) est une localité du Kosovo située dans la commune/municipalité de Prizren et dans le district de Prizren/Prizren. Selon le recensement kosovar de 2011, elle compte 1 128 habitants.

## Démographie

### Évolution historique de la population dans la localité
| 1948 | 1953 | 1961  | 1971  | 1981  | 1991  | 2011  |
| ---- | ---- | ----- | ----- | ----- | ----- | ----- |
| 939  | 992  | 1 150 | 1 527 | 1 564 | 1 721 | 1 128 |

|  |

### Répartition de la population par nationalités (2011)
En 2011, les Albanais représentaient 67,91 % de la population et les Bosniaques 26,86 %.